# Liste der Biografien/Petk
Liste der Biografien |
Portal Biografien |
Personensuche
# |
A |
B |
C |
D |
E |
F |
G |
H |
I |
J |
K |
L |
M |
N |
O |
P |
Q |
R |
S |
T |
U |
V |
W |
X |
Y |
Z |
?
 
Pa |
Pc |
Pe |
Pf |
Ph |
Pi |
Pj |
Pk |
Pl |
Pm |
Pn |
Po |
Pr |
Ps |
Pt |
Pu |
Pv |
Pw |
Py
 
Pea |
Peb |
Pec |
Ped |
Pee |
Pef |
Peg |
Peh |
Pei |
Pej |
Pek |
Pel |
Pem |
Pen |
Peo |
Pep |
Peq |
Per |
Pes |
Pet |
Peu |
Pev |
Pew |
Pex |
Pey |
Pez
 
Peta |
Petc |
Pete |
Peth |
Peti |
Petj |
Petk |
Petl |
Petm |
Peto |
Petr |
Pets |
Pett |
Petu |
Petw |
Pety |
Petz
Die Liste der Biografien führt alle Personen auf, die in der deutschsprachigen Wikipedia einen Artikel haben. Dieses ist eine Teilliste mit 67 Einträgen von Personen, deren Namen mit den Buchstaben „Petk“ beginnt.

## Petk

### Petke
- Petke, Mike (* 1976), US-amerikanischer Fußballspieler und -trainer
- Petke, Sven (* 1967), deutscher Politiker (CDU), MdLSven Petke (* 1967)

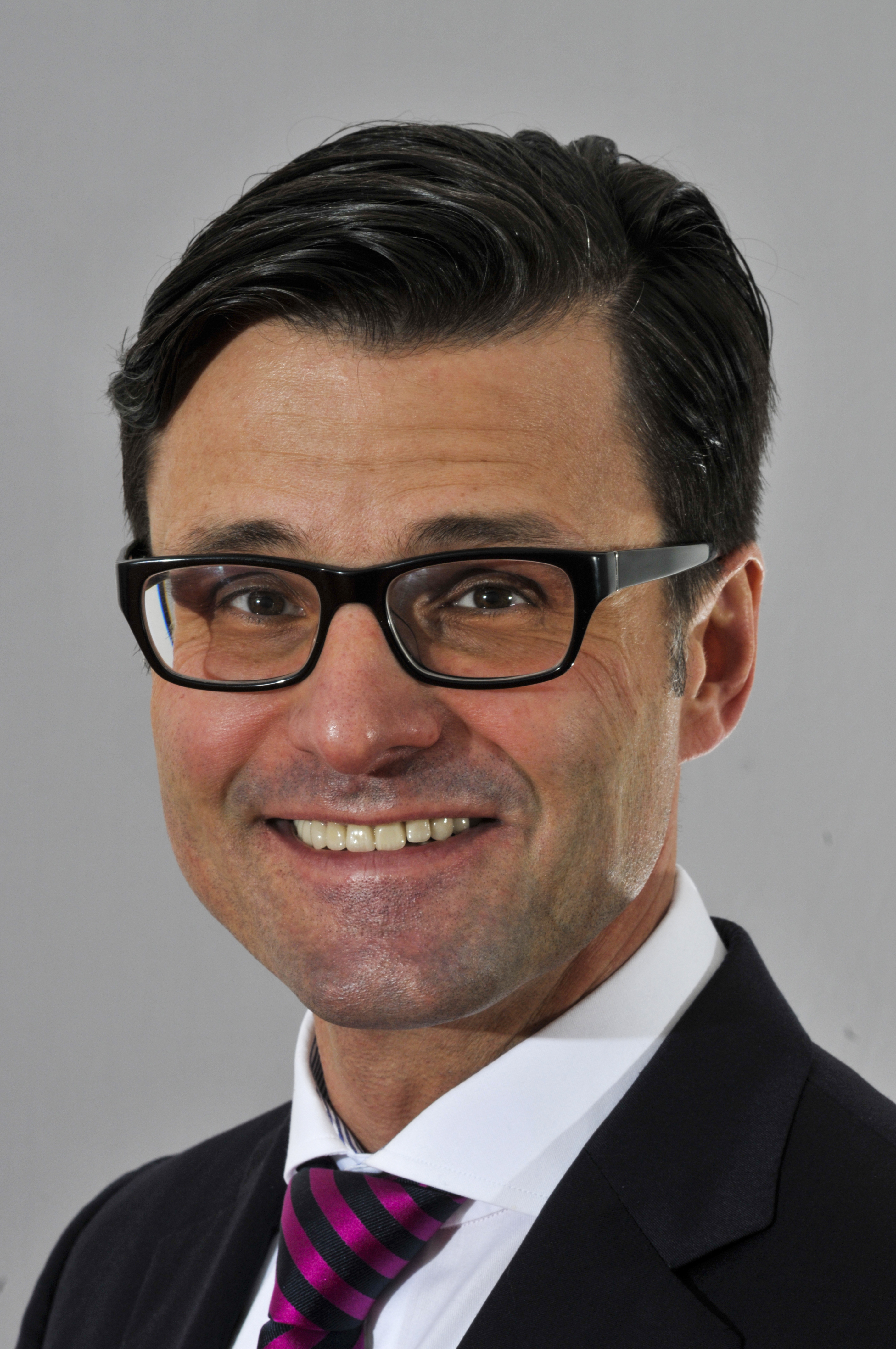
Sven Petke (* 1967)

- Petke, Wolfgang (* 1941), deutscher Historiker
- Petkevičaitė-Bitė, Gabrielė (1861–1943), litauische Schriftstellerin und politische Aktivistin
- Petkevich, John Misha (* 1949), US-amerikanischer Eiskunstläufer
- Petkevičienė, Daiva (* 1964), litauische Politikerin
- Petkevičienė, Jolanta (* 1967), litauische Juristin
- Petkevičius, Ildefonsas (* 1958), litauischer Politiker
- Petkevičius, Vigindas (* 1970), deutscher Handballspieler und -trainer sowie -schiedsrichter
- Petkevičius, Vytautas (1930–2008), litauischer Schriftsteller und Politiker
- Petkēvičs, Juzefs (1940–2024), lettischer Schachspieler
- Petkēvičs, Staņislavs (1908–1960), lettisch-polnischer Mittel- und Langstreckenläufer

### Petko
- Petko (1844–1900), bulgarischer Revolutionär und Freiheitskämpfer
- Petkov, Lukas (* 2000), bulgarisch-deutscher Fußballspieler
- Petkov, Martin (1988–2025), österreichischer Fußballspieler
- Petkova, Eliza (* 1983), bulgarische Filmemacherin
- Petković Dis, Vladislav (1880–1917), serbischer Schriftsteller
- Petkovic, Alexandar (* 1995), österreichischer Fußballspieler
- Petković, Andrea (* 1987), deutsche TennisspielerinAndrea Petković (* 1987)

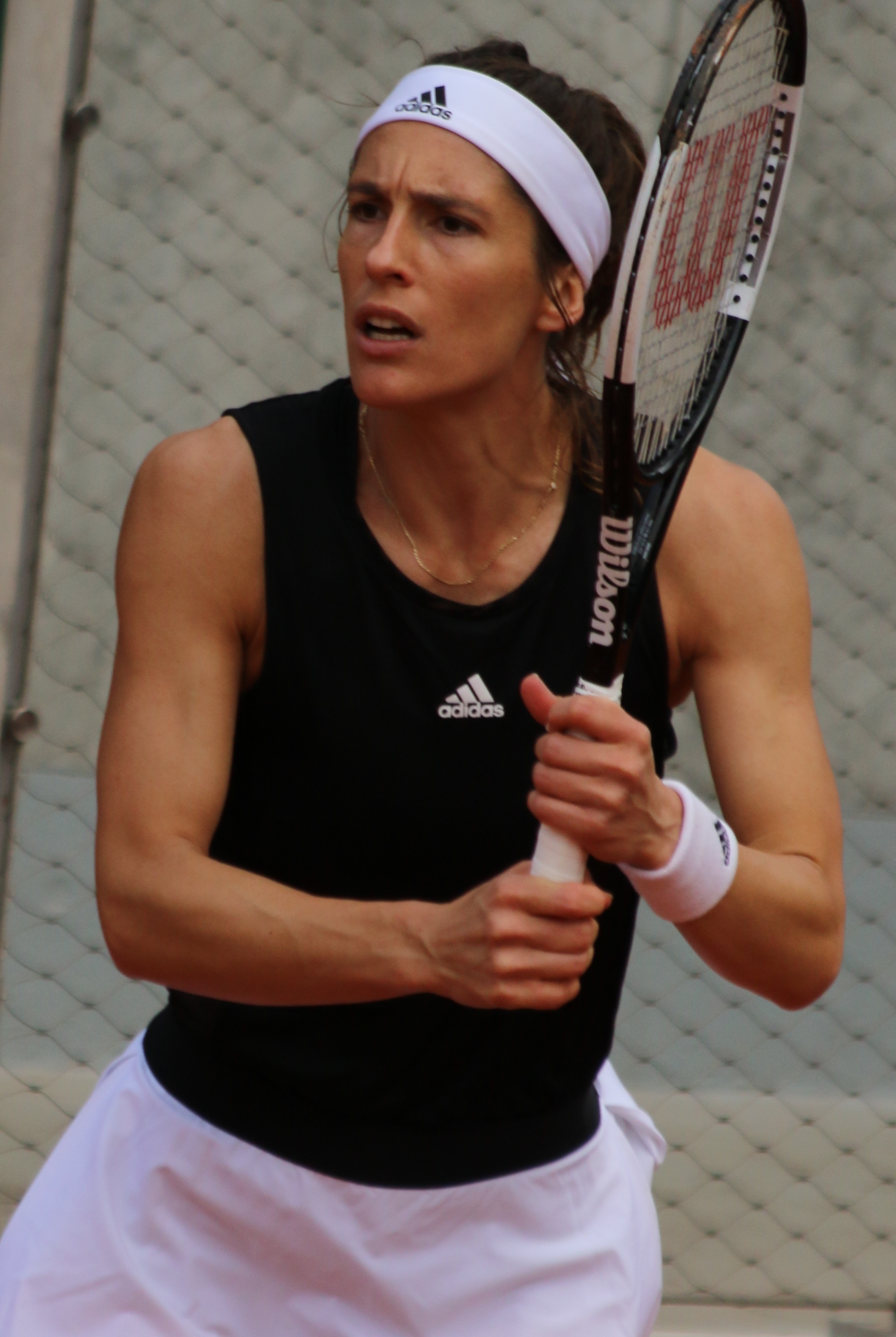
Andrea Petković (* 1987)

- Petković, Anna (* 2005), deutsche Tennisspielerin
- Petković, Bruno (* 1994), kroatischer Fußballspieler
- Petković, Danijel (* 1993), montenegrinischer Fußballtorhüter
- Petković, Dejan (* 1972), serbischer Fußballspieler
- Petkovic, Denis (* 1969), deutscher Schauspieler
- Petković, Dušan (* 1974), serbischer Fußballspieler
- Petković, Duško (* 1990), serbischer Fußballspieler
- Petković, Ilija (1945–2020), jugoslawischer Fußballspieler und serbischer -trainer
- Petković, Marija (1892–1966), Ordensschwester und Gründerin der Kongregation der „Töchter der Barmherzigkeit des Heiligen Franz“
- Petković, Marjan (* 1979), deutscher Fußballspieler
- Petkovic, Michael (* 1976), australischer Fußballtorhüter
- Petković, Milivoj (* 1949), bosnisch-kroatischer Generalleutnant
- Petković, Momir (* 1953), jugoslawischer Ringer
- Petković, Nikola (* 1986), serbischer Fußballspieler
- Petković, Radoslav (1953–2024), serbischer Schriftsteller
- Petković, Ranko (* 1947), serbischer Fußballspieler
- Petković, Velimir (* 1956), deutscher Handballtrainer
- Petković, Veljko (* 1977), jugoslawischer Volleyballspieler
- Petković, Vesna (* 1974), österreichisch-serbische Sängerin
- Petković, Vladimir (* 1963), jugoslawischer bzw. kroatisch-schweizerischer Fussballspieler und -trainerVladimir Petković (* 1963)

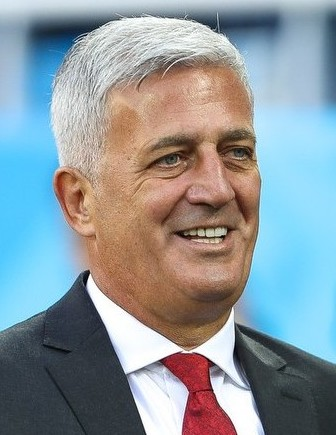
Vladimir Petković (* 1963)

- Petković, Vlado (* 1983), serbischer Volleyballspieler
- Petkovski, Tito (* 1945), mazedonischer Politiker
- Petkow, Aleks (* 1999), bulgarischer Fußballspieler
- Petkow, Atanas (* 1945), bulgarischer Radrennfahrer
- Petkow, Boschidar (1940–2015), bulgarischer Komponist
- Petkow, Dijan (* 1967), bulgarischer Fußballspieler und Trainer
- Petkow, Dimitar († 1907), bulgarischer Politiker und Ministerpräsident
- Petkow, Georgi (* 1976), bulgarischer Fußballtorhüter
- Petkow, Iwajlo (* 1976), bulgarischer Fußballspieler und -trainer
- Petkow, Kamen (1863–1947), bulgarischer Architekt
- Petkow, Kamen (* 1977), bulgarischer Politiker
- Petkow, Kiril, bulgarischer Skispringer
- Petkow, Kiril (* 1980), bulgarischer PolitikerKiril Petkow (* 1980)

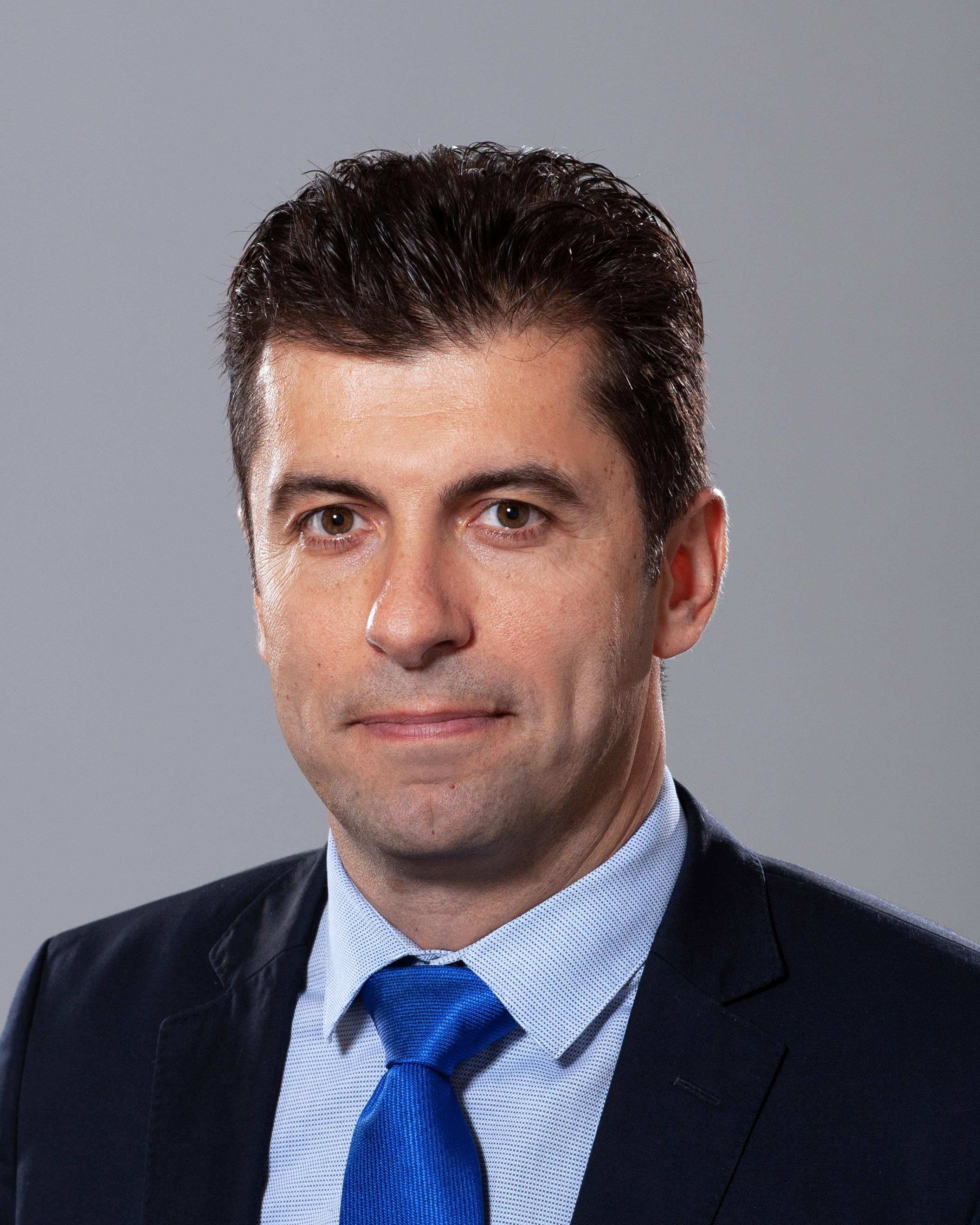
Kiril Petkow (* 1980)

- Petkow, Ljuben (1939–2016), bulgarischer Schriftsteller und Journalist
- Petkow, Nikola (1893–1947), bulgarischer Politiker
- Petkow, Petko (1891–1924), bulgarischer Politiker (Agrarunion)
- Petkow, Petko (1942–2024), bulgarischer Schachkomponist
- Petkow, Russi (* 1976), bulgarischer Fußballtorhüter
- Petkowa, Kristina (* 2008), bulgarische Leichtathletin
- Petkowa, Marija (* 1950), bulgarische Diskuswerferin
- Petkowa, Michaela (* 1999), bulgarische Leichtathletin
- Petkowa, Nedelja (1826–1894), bulgarische Erziehungswissenschaftlerin
- Petkowa, Renata (* 1995), bulgarische Leichtathletin
- Petkowa, Rumjana (* 1982), bulgarische Gewichtheberin
- Petkowa, Temenuschka (* 1967), bulgarische Politikerin

### Petku
- Petkum, Edzard Adolf von (1643–1721), ostfriesischer Vizekanzler und mecklenburgischer erster Minister
- Petkum, Hermann von (1610–1682), deutscher evangelisch-lutherischer Geistlicher und Hauptpastor in Hamburg
- Petkus, Almantas (* 1976), litauischer Politiker